# Adidas Tricolore

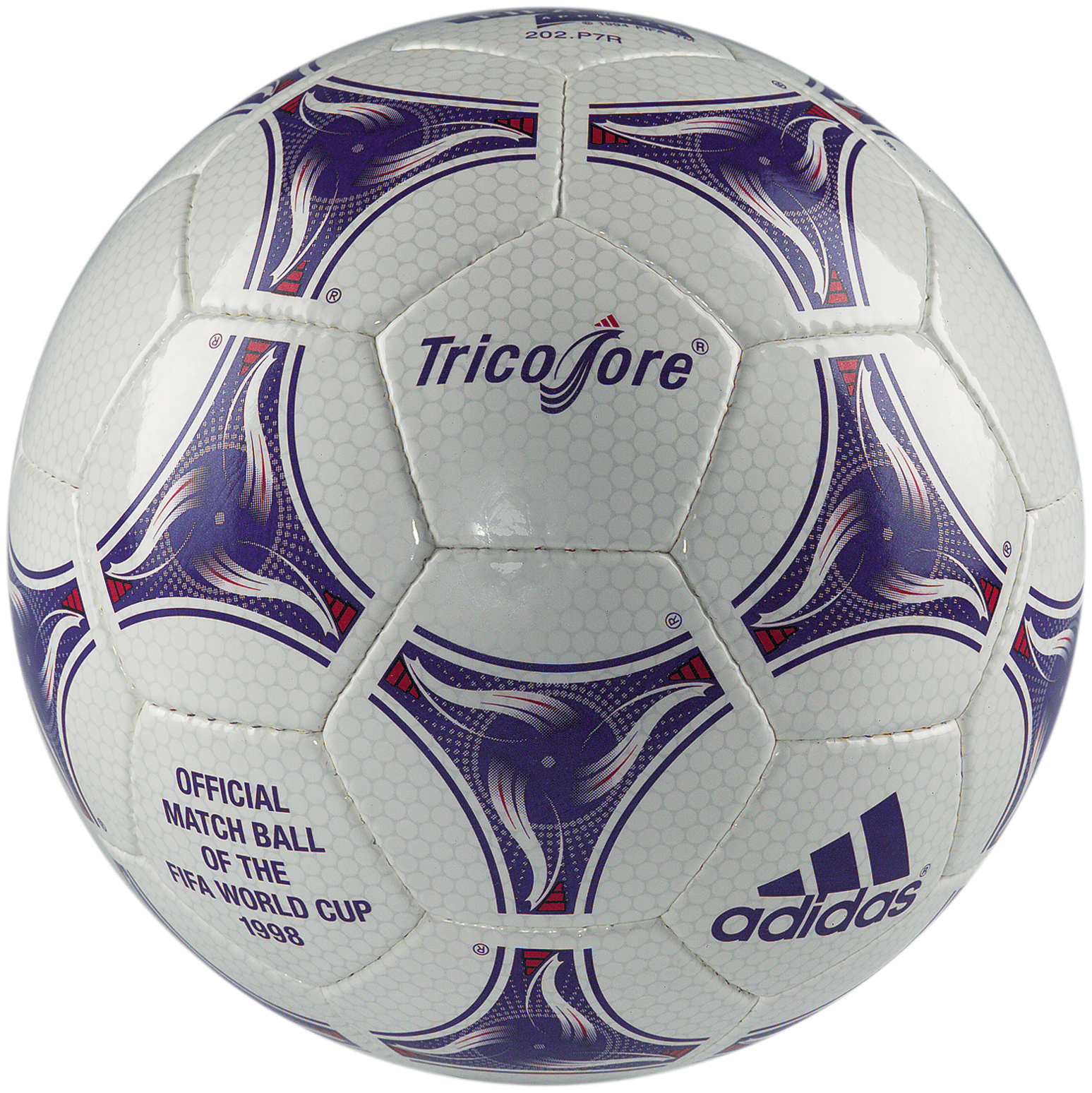
Tricolore

Tricolore foi a bola de futebol oficial da Copa do Mundo FIFA de 1998 feita pela Adidas. Foi a primeira bola multicolor e seu desenho era composto por tríades azuis com galos em desenho estilizado. A bandeira tricolor e o galo, ambos símbolos tradicionais franceses e da sua seleção de futebol nacional, inspiraram o nome e o desenho.
A bola possuía uma camada de espuma sintética, um avançado material composto por microbolhas de ar. Esta característica aumentou ainda mais a durabilidade, a recuperação energética e sua capacidade de resposta.